# Marinus Dinglreiter
Marinus Dinglreiter (Rosenheim, 11 novembre 2000) è un giocatore di football americano tedesco che gioca come quarterback per i Munich Cowboys.